# 奇盧比
11°09′S 29°55′E / 11.150°S 29.917°E

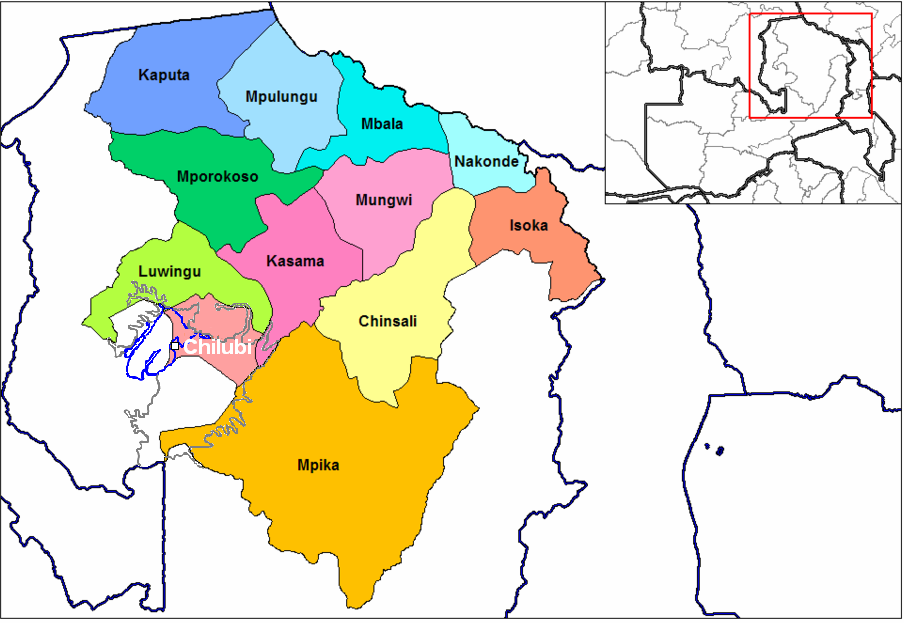

奇盧比（英語：Chilubi），是贊比亞的城鎮，位於該國北部，由北方省負責管轄，是奇盧比縣的首府，處於班韋烏盧湖的島嶼，2006年該城鎮人口估計約4,100。